# Chrysis ambigua
Chrysis ambigua es una especie de avispa del género Chrysis, familia Chrysididae. Fue descrita por Radoszkowski en 1891. Se encuentra en Armenia, Grecia, Macedonia del Norte y Turquía.